# Irena Hrehorowicz
Irena Hrehorowicz, właśc. Irena Sawka-Topczewska (ur. 27 grudnia 1930 w Wilnie, zm. 9 marca 1980 w Krakowie) – polska aktorka teatralna i filmowa.

## Życiorys
Była córką oficera Wojska Polskiego, Włodzimierza Sawki oraz Janiny Hrehorowicz. Studiowała w krakowskiej Państwowej Wyższej Szkole Teatralnej im. Ludwika Solskiego w Krakowie, którą ukończyła w 1952 roku. W latach 1952–1954 należała do zespołu Teatru Dramatycznych we Wrocławiu. Następnie powróciła do Krakowa i w sezonie 1954/1955 występowała w Teatrze Satyryków, a w latach 1955–1959 należała do zespołu Teatru im. Juliusza Słowackiego. W latach 1959–1961 występowała w Teatrze im. Stefana Jaracza w Olsztynie. W sezonie 1964/1965 grała w krakowskim Teatrze Groteska, w latach 1965–1967 ponownie w Teatrze im. Stefana Jaracza w Olsztynie, a od 1967 do 1970 w Teatrze im. Aleksandra Fredry w Gnieźnie. W następnych latach nie była związana na stałe z żadną sceną, występowała gościnnie w teatrach krakowskich. Grała m.in.: Olę (Chirurg), Vicenzę (Bieg do Fragala), Jamrozkę (Odwiedziny}, Kasię (Wesele), Annę (Dwa teatry), Anastazję (Zbrodnia i kara), Wasylisę (Na dnie), Belinę (Chory z urojenia).
Rozpoznawalność zyskała dzięki charakterystycznym rolom drugoplanowym w serialach telewizyjnych Daleko od szosy oraz Noce i dnie.

## Role teatralne
- 1952: Apelacja Villona jako Yvette
- 1952: Panna mężatka jako Cecylia
- 1953: Tania jako gospodyni schroniska
- 1953: Znaki wolności jako Angelika
- 1955: Odwiedziny jako Jamrozka
- 1956: Kordian jako czarownica; mieszczka
- 1956: Wesele jako Kasia
- 1957: Dwa teatry jako Anna
- 1957: Wyzwolenie jako Erynia
- 1958: Wizyta starszej pani jako Koby
- 1958: Zbrodnia i kara jako Anastazja
- 1959: Lis i winogrona jako Melita
- 1959: Mąż Fołtasiówny jako pokojówka
- 1960: Pamiętnik Anny Frank jako pani van Daan
- 1960: Lilla Weneda jako Gwinona
- 1960: Rewizor jako Maria Antonowna
- 1960: Wesele jako Chochoł
- 1965: Opera za trzy grosze jako Duża
- 1967: Kłamczucha jako Julia Villier
- 1967: Na dnie jako Wasilisa Karpowna
- 1968: Krosienka jako pani Rubasiewiczowa
- 1968: Odwety jako Lemańska[4].

## Teatr Telewizji
- 1962: Człowiek, który zaślubił niemowę
- 1963: Na łaskawym chlebie jako Masza
- 1970: Pierwszy interesant
- 1970: Cudzoziemka jako Sabina
- 1972: Wesele jako Czepcowa
- 1972: Fatalna kobieta jako Lucia Coletti
- 1972: Kaukaskie kredowe koło[4].

## Filmografia
- 1979 – Do krwi ostatniej (serial)
- 1978 – Ślad na ziemi jako gospodyni Marczaka
- 1978 – Do krwi ostatniej...
- 1977 – Noce i dnie (serial telewizyjny)
- 1976 – Daleko od szosy jako matka Leszka
- 1975 – Noce i dnie
- 1975 – Moja wojna, moja miłość
- 1975 – Dyrektorzy
- 1972 – Trzeba zabić tę miłość jako salowa
- 1963 – Skąpani w ogniu jako osadniczka zajmująca dom Hajduków[2][5][6].
- 1971 – Nie lubię poniedziałku jako pracownica biura matrymonialnego